# Negramaro (album)
Negramaro è il primo album in studio del gruppo musicale italiano omonimo, pubblicato il 21 marzo 2003 dalla Sugar Music.
Tutti i testi e tutte le musiche sono ad opera di Giuliano Sangiorgi, leader e voce del gruppo, mentre gli arrangiamenti sono stati effettuati da tutti i componenti della band, ad eccezione di Notturno, una traccia elettronica strumentale scritta da Sangiorgi e realizzata dal componente Andrea Mariano sotto il nome di Andro.i.d.

## Tracce
Testi e musiche di Giuliano Sangiorgi.
1. Es-senza – 3:28
2. Solo – 4:15
3. Apnea – 4:32
4. Come sempre – 4:28
5. Zanzare – 3:58
6. Evidentemente – 3:41
7. Genova 22 – 4:20
8. Mono – 2:37
9. Si è fermato il tempo – 3:57
10. K-Money – 2:52
11. Gommapiuma – 3:50
12. Notturno – 2:46

## Formazione
Gruppo
- Giuliano Sangiorgi – voce, chitarra e arrangiamento
- Emanuele Spedicato – chitarra e arrangiamento (eccetto traccia 12)
- Ermanno Carlà – basso, arrangiamento (eccetto traccia 12)
- Andrea Mariano – pianoforte, Fender Rhodes, sintetizzatore e arrangiamento (eccetto traccia 12)
- Danilo Tasco – batteria e arrangiamento (eccetto traccia 12)
- Andrea "Pupillo" De Rocco – campionatore e arrangiamento (eccetto traccia 12)

Altri musicisti
- Maria Antonietta Losito – viola (traccia 6)
- Jacopo Conoci – violoncello (traccia 6)
- Cesare Dell'Anna, Giancarlo Dell'Anna – tromba (traccia 11)
- Raffaele Casarano, Davide Arena – sassofono (traccia 11)

Produzione
- Giuliano Sangiorgi – produzione, produzione artistica
- Negramaro – produzione, produzione artistica, missaggio
- Nanni Surace – registrazione, missaggio
- Paolo Montinaro – registrazione (tracce 7 e 11)
- Guido Andreani, Tommaso Colliva, Peppe De Angelis, Taketo Gohara – assistenza al missaggio
- Giovanni Versari – mastering